# Luis Delís
Luis Maríano Delís Fournier (Guantánamo, 6 dicembre 1957) è un ex discobolo e pesista cubano.
In carriera ha vinto un bronzo olimpico nell'edizione di Mosca 1980, un argento ai Campionati mondiali di Helsinki 1983 e un bronzo a Roma 1987 tutti nel lancio del disco. Ha inoltre vinto due titoli panamericani nel disco (1983 e 1987) ed uno nel peso (1983). Nel 1990 è stato squalificato per due anni dalle competizioni perché trovato positivo ad un test antidoping.

## Palmarès
| Anno | Manifestazione      | Sede         | Evento           | Risultato | Misura  | Note                     |
| ---- | ------------------- | ------------ | ---------------- | --------- | ------- | ------------------------ |
| 1979 | Giochi panamericani | San Juan     | Lancio del disco | Bronzo    | 61,70 m |                          |
| 1980 | Olimpiadi           | Mosca        | Lancio del disco | Bronzo    | 66,32 m |                          |
| 1983 | Giochi panamericani | Caracas      | Lancio del disco | Oro       | 67,32 m | Record dei campionati    |
| 1983 | Giochi panamericani | Caracas      | Getto del peso   | Oro       | 18,24 m |                          |
| 1983 | Mondiali            | Helsinki     | Lancio del disco | Argento   | 67,36 m |                          |
| 1983 | Universiadi         | Edmonton     | Lancio del disco | Oro       | 69,46 m | Record delle Universiadi |
| 1985 | Universiadi         | Kōbe         | Lancio del disco | Oro       | 66,84 m |                          |
| 1987 | Giochi panamericani | Indianapolis | Lancio del disco | Oro       | 67,14 m |                          |
| 1987 | Mondiali            | Roma         | Lancio del disco | Bronzo    | 66,02 m |                          |
| 1993 | Mondiali            | Stoccarda    | Lancio del disco | 9º        | 60,76 m |                          |